# Elaayo
Elaayo (somalo: Ceelaayo; in arabo عيلايو‎?), nota anche come Elayo o Elayum, è un'antica città costiera situata nell'odierna regione di Sanag in Somalia.

## Storia
Antica città, Elaayo ospita numerosi siti archeologici ed edifici storici, simili a quelli di Las Gorei, altra città costiera del Sanag. Elaayo è molto più antica di Las Gorei, e si crede che Greci ed Egizi l'abbiano utilizzata, al suo apice, come centro di scambio. Tra le altre strutture antiche visibili in città ci sono gli ometti funerari (taalo), che si dice risalire a civiltà precedenti.

## Descrizione
In generale, la Somalia settentrionale ospita numerosi siti archeologici, ed edifici simili sono stati trovati a Haylaan, Qa’ableh, Qombo'ul e Maydh. Molte di queste antiche strutture devono ancora essere esplorate approfonditamente, un processo che aiuterebbe a fare ulteriore luce sulla storia locale, e faciliterebbe la loro conservazione per le generazioni future.
Elaayo era anche un vecchio centro islamico, dove questa religione giunse grazie all'immigrazione proveniente dal Vicino Oriente.

## Economia

### Turismo
Il miglior periodo per visitare Elaayo è tra settembre e maggio, durante la stagione delle piogge, dato che il caldo estivo è generalmente insopportabile per chi arriva da fuori. Alla periferia della città si trovano montagne rocciose, praterie ricche di vita selvatica ed alberi unici che, assieme ai numerosi siti archeologici, agli edifici ed agli ometti, formano un'ottima vista panoramica.